# Spyridon Galinos
Spyridon Galinos (Atenas, marzo de 1952-Mitilene, 23 de diciembre de 2022) fue un político griego, alcalde de Lesbos desde mayo de 2014 hasta septiembre de 2019.

## Biografía
Galinos nació en Atenas en marzo de 1952 y se crio en Mitilene, la capital de la isla de Lesbos. En 1990, 1994 y 1998 fue elegido concejal de la ciudad de Mytilene. En 2002 fue elegido consejero de la prefectura, asumiendo las funciones de viceprefecto de la Prefectura de Lesbos. En 2009 fue elegido miembro del Parlamento griego como miembro del partido de centro-derecha Nueva Democracia. El 11 de marzo de 2012, junto con diez colegas parlamentarios huyó del partido Nueva Democracia y fundó con Panos Kammenos el partido ultraconservador Griegos Independientes.

## Premios
Fue galardonado con el Premio Olof Palme (2016) por su trabajo para ayudar a las personas que huyen de la guerra y el terror.